# Smart (アルバム)
『smart』（スマート）は、Hey! Say! JUMPの3枚目のオリジナルアルバム。2014年6月18日にジェイ・ストームから発売。

## 概要
- 前作「JUMP WORLD」から約2年振りのリリース。

- 初回限定盤1・2、通常盤初回プレス盤・通常盤の4形態での発売。

- 初回限定盤1のDVDには、「interviews about “smart”」(楽曲解説インタビュー & レコーディング映像) を収録。

- 初回限定盤2のDVDには、「FOREVER」と「切なさ、ひきかえに」のMUSIC VIDEOを収録。

- 通常盤初回プレス盤には、新曲「My World」と「ともだちだよ」に加え、メンバーそれぞれのユニット曲を収録した3曲を収録。

- なお、12thシングルの2曲目「愛すればもっとハッピーライフ」は収録されていない。(ベスト・アルバム『Hey! Say! JUMP 2007-2017 I/O』に収録)

## その他
- このアルバムをもとにしたツアーも開催した。[2]

## 収録曲

### CD
1. ～Prelude of smart～（inst.）
作曲・編曲：Tommy Clint, Takashi Ohmama
2. FOREVER
作詞：Taka Ruscar、作曲・編曲：Tommy Clint
3. Ready Go
作詞：MILK、作曲：Takuya Harada, Niklas Edberger、編曲：Niklas
  - 今作のリードトラック
4. Come On A My House
作詞：Komei Kobayashi、作曲：馬飼野康二、編曲：生田真心
5. 切なさ、ひきかえに
作詞：薮宏太、作曲：川口進, Joakim Björnberg, Christofer
6. Candle
作詞：山田涼介、作曲：Takuya Harada, JUNKOO, Fredrik
7. パステル
作詞・作曲：井手コウジ、編曲：井手コウジ, 間瀬真生
8. ゆーと叩いてみた。（inst.）
9. コンパスローズ
作詞：八乙女光、作曲：川口進, Joakim Björnberg, Christofer Erixon、編曲：Ikuo, 川口進
10. Ride With Me
作詞：Staxx T (CREAM)、作曲：☆Taku Takahashi (m-flo, block.fm), Minami (CREAM)、編曲：☆Taku Takahashi (m-flo, block.fm)、Track Produced by ☆Taku Takahashi (m-flo, block.fm)、Programmed ＆ Mixed by Mitsunori Ikeda (Tachytelic Inc.)
11. Come Back...?
作詞・作曲：八乙女光、編曲：Thomas Preuss
12. RELOAD
作詞：有岡大貴、作曲：Joakim Björnberg, Christofer Erixon, Atsushi Shimada、編曲：Atsushi Shimada
13. はじまりのメロディ
作詞・作曲：オカダユータ、編曲：石塚知生
14. AinoArika
作詞・作曲：HIKARI、編曲：高橋哲也、Rap詞：八乙女光
初回プレス盤・通常盤のみそれぞれ異なるメンバーのメッセージが収録されている。

### 特典CD
※通常盤初回プレスのみ
1. My World
作詞・作曲・編曲：飯田建彦，Horns Arrangement：上杉雄一
2. ともだちだよ
作詞：Vandrythem、作曲：板垣祐介、編曲：鈴木雅也
3. Yes! - 怪盗y-ELLOW-voice（山田涼介・髙木雄也・八乙女光）
作詞：亜美、作曲：宮崎歩，亜美、編曲：宮崎歩
4. Super Super Night - ナイトスタイルピーポー（知念侑李・中島裕翔・薮宏太）
作詞：Vandrythem、作曲・編曲：Janne Andersson、Peter Heden/Chorus Arrangement:高橋哲也
5. Oh! アイドル! - 愛追I隊（岡本圭人・有岡大貴・伊野尾慧）
作詞・作曲・編曲：SRI

### DVD

#### 初回限定盤1
- interviews about "smart" (楽曲解説インタビュー & レコーディング映像)

#### 初回限定盤2
- FOREVER (MUSIC VIDEO)
- 切なさ、ひきかえに (MUSIC VIDEO)

## 映像作品
FOREVER
- Hey! Say! JUMP LIVE TOUR 2014 smart
- Hey! Say! JUMP I/Oth Anniversary Tour 2017-2018

Ready Go
- Hey! Say! JUMP LIVE TOUR 2014 smart
- Hey! Say! JUMP I/Oth Anniversary Tour 2017-2018（初回限定盤1）

切なさ、ひきかえに
- Hey! Say! JUMP LIVE TOUR 2014 smart
- Hey! Say! JUMP I/Oth Anniversary Tour 2017-2018
- Hey! Say! JUMP 15th Anniversary LIVE TOUR 2022-2023

Candle
- Hey! Say! JUMP LIVE TOUR 2014 smart

コンパスローズ
- Hey! Say! JUMP LIVE TOUR 2014 smart

Come Back…?
- Hey! Say! JUMP LIVE TOUR 2014 smart

RELOAD
- Hey! Say! JUMP LIVE TOUR 2014 smart

Yes!
- Hey! Say! JUMP LIVE TOUR 2014 smart

Super Super Night
- Hey! Say! JUMP LIVE TOUR 2014 smart

Oh!アイドル!
- Hey! Say! JUMP LIVE TOUR 2014 smart